# Хайме Гарса
Хайме Франсіско Гарса Алардін (ісп. Jaime Francisco Garza Alardin; 28 січня 1954, Монтеррей, Нуево-Леон — 14 травня 2021, Мехіко) — мексиканський актор театру, кіно та телебачення.

## Життєпис
Народився 28 січня 1954 року у місті Монтеррей, штат Нуево-Леон, в родині журналіста Раміро Гарси та поетеси Кармен Алардін (1933—2014). Його старша сестра Ана Сільвія Гарса і племінниця Маріанна Гарса також стали акторками. Вивчав акторську майстерність в Національному автономному університеті Мексики, був одним із студентів-засновників Університетського Театрального Центру (CUT). Акторську кар'єру розпочав на початку 1970-х років. У 1981—1985 роках багато грав у мюзиклах, де зміг заявити про себе як про вокаліста, в тому числі виконував роль Че у мексиканській версії мюзиклу «Евіта» Ендрю Ллойда Веббера та Тіма Райса. 1984 року з'явилася в невеликій ролі в американському шпигунському трилері «Агенти Сокіл і Сніговик» Джона Шлезінгера за участю Тімоті Гаттона та Шона Пенна.
У 1985 та 1986 роках номінувався на премію TVyNovelas у категорії Найкращий молодий актор за ролі у серіалах «Гвадалупе» та «Прожити ще трохи». 1987 року зіграв журналіста Ернесто Рохаса у теленовелі «Дика роза» з Веронікою Кастро. 1989 року виконав одну з головних ролей у серіалі «Просто Марія» з Вікторією Руффо. Пізніше знімався у серіалах «Політ орлиці» (1994), «Жінка, випадки з реального життя» (1997), «Узурпаторка» (1998), «Пристрасті за Саломеєю» (2001) та багатьох інших.
2010 року актор переніс важкий інсульт. 2014 року втратив праву ногу в результаті аварії з мотоциклом. 2015 року йому було діагностовано цукровий діабет.
2016 року зіграв головну роль у фільмі «Благодійність» режисера Марселіно Ісласа Ернандеса за участю Вероніки Лангер та Адріани Пас.
Хайме Гарса помер 14 травня 2021 року в себе вдома у Мехіко в 67-річному віці.

## Особисте життя
У 1974—1977 роках Гарса перебував у стосунках з акторкою Бланкою Герра. 1978 року почав зустрічатися з акторкою Вірідіаною Алатрісте, дочкою Густаво Алатрісте і Сільвії Піналь, яка 25 жовтня 1982 року у 19-річнрму віці загинула в ДТП, повертаючись з вечірки в будинку Гарси. У 1985—1987 роках у стосунках з акторкою Лус Марією Херес.
У 1988—1995 роках був одружений з акторкою Альмою Дельфіною, шлюб завершився розлученням. У 1995—2002 роках у шлюбі з акторкою Росітою Пелайо, який теж завершився розлученням.
2003 року Гарса одружився з поетесою Наталією Толедо Пас, під впливом якої почав писати вірші. Шлюб тривав до смерті актора.

## Вибрана фільмографія
| Рік       |   | Українська назва                 | Оригінальна назва            | Роль                                     |
| --------- | - | -------------------------------- | ---------------------------- | ---------------------------------------- |
| 1982      | ф | Зниклий безвісти                 | Missing                      | (епізод)                                 |
| 1983      | с | Площа Сезам                      | Plaza Sésamo                 | Себастьян                                |
| 1983      | с | Б'янка Відаль                    | Bianca Vidal                 | Маурісіо                                 |
| 1984      | с | Гвадалупе                        | Guadalupe                    | Франсіско Хав'єр Перейра / Рауль Перейра |
| 1985      | ф | Заборонений пляж                 | Playa prohibida              | Андрес                                   |
| 1985      | ф | Нана                             | Naná                         | Кокіто                                   |
| 1985      | ф | Агенти Сокіл і Сніговик          | The Falcon and the Snowman   | Рауль                                    |
| 1985      | с | Прожити ще трохи                 | Vivir un poco                | Тінторетто Рамірес                       |
| 1987—1988 | с | Дика роза                        | Rosa salvaje                 | Ернесто Рохас, журналіст                 |
| 1989      | с | Просто Марія                     | Simplemente María            | Віктор Карено                            |
| 1994      | с | Політ орлиці                     | El vuelo del águila          | Рікардо Флорес Магон                     |
| 1997—2005 | с | Жінка, випадки з реального життя | Mujer, casos de la vida real | різні персонажі                          |
| 1998      | с | Узурпаторка                      | La usurpadora                | командир Меріно                          |
| 2000      | с | Личко ангела                     | Carita de ángel              | Рутіло Перес                             |
| 2001      | с | Пристрасті за Саломеєю           | Salomé                       | Іполіто                                  |
| 2002—2003 | с | Дітям ура!                       | Vivan los niños!             | Хуан Санчес                              |
| 2003      | ф | Як Бог велить                    | Como Dios manda              | сеньйор Фергус                           |
| 2007      | с | Чисте кохання                    | Distilando amor              | Роман Кіхано                             |
| 2008      | с | Завтра – це назавжди             | Mañana es para siempre       | Сільвестре Тіноко                        |
| 2010      | с | Дівчинка мого серця              | Niña de mi corazón           | Діонісіо Браво                           |
| 2011      | с | Як то кажуть                     | Como dice el dicho           | Домініко                                 |
| 2016      | ф | Благодійність                    | La caridad / Charity         | Хосе Луїс                                |
| 2017      | с | Обітниця                         | El bicnamado                 | Аполо Тіноко                             |